# Zire Handheld

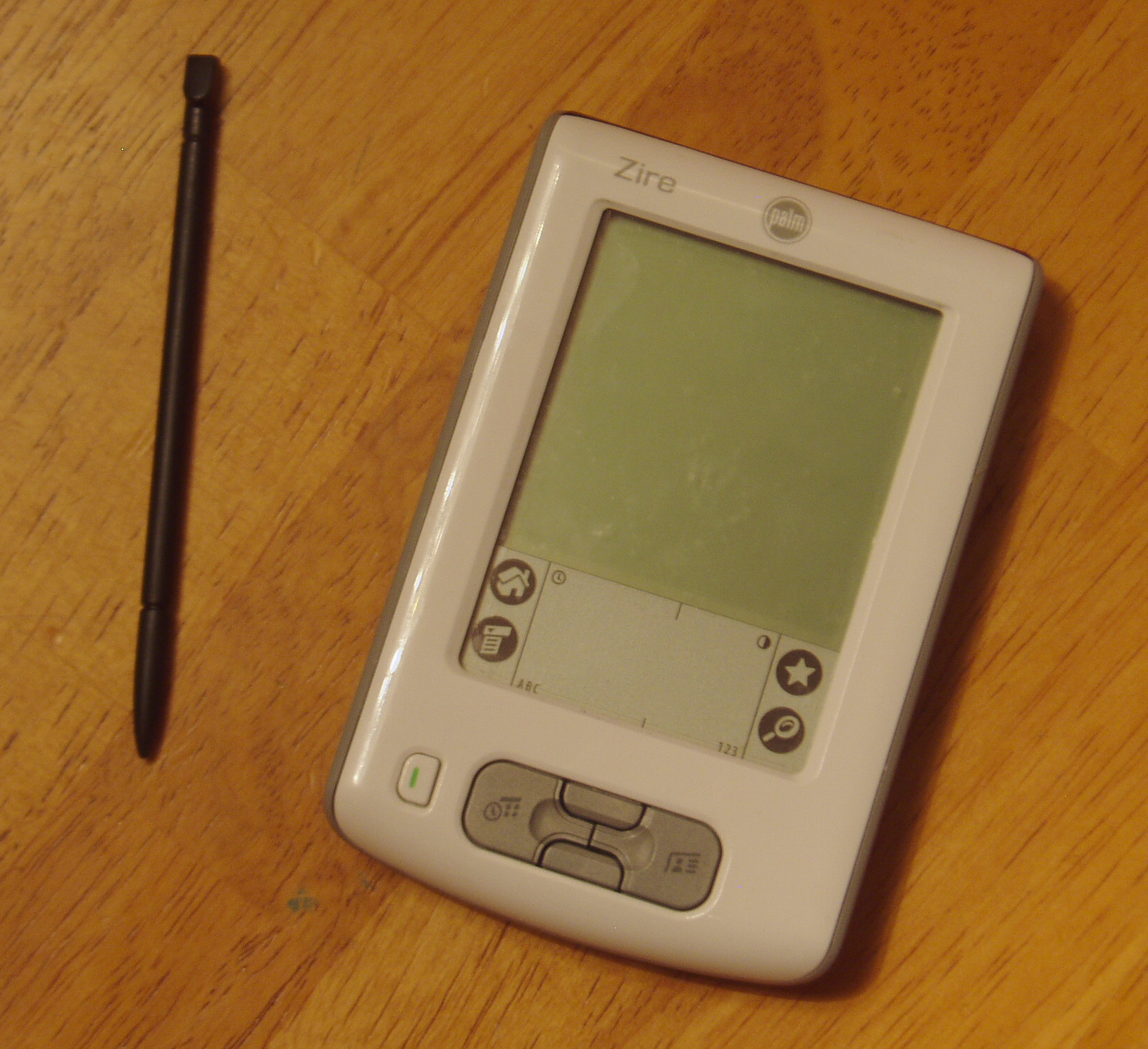
Palm Zire.

O Zire Handheld é uma série de assistentes pessoais digitais (PDA) fabricado pela PalmOne, Inc..

## Modelos
- Palm Zire & Palm Zire 21 (2002)
- Palm Zire 71 (2003)
- Palm Zire 31 (2004)
- Palm Zire 72 (2004)
- Z22 (2005)

## Principais Características (Zire 72)
- Palm OS Garnet 5.2.8
- Tela colorida com resolução de 320x320
- Processador da Intel de 312 MHz
- Memória de 32MB, (24MB disponíveis)
- Slot para cartões SD/MMC
- Câmera de 1.2MP
- Bluetooth
- Gravador de voz
- Conector mini USB para sincronismo e cabo de energia
- Saída para fone de ouvido
- Bateria recarregável
- Diversos programas adicionais, como o Documents To Go